# Palmarès dello Sport Club Corinthians Paulista
Lo Sport Club Corinthians Paulista, semplicemente noto come Corinthians, è una società polisportiva di San Paolo del Brasile, la cui componente più nota è la sezione calcistica.
La sezione di calcio del club è una delle più vittoriose in Brasile, avendo conquistato tra l'altro 7 volte il campionato brasiliano, 3 Coppe del Brasile, 31 campionati paulisti, una Copa Libertadores, una Recopa Sudamericana e due Mondiali per club.

## Competizioni nazionali
- Campionato brasiliano: 7

1990, 1998, 1999, 2005, 2011, 2015, 2017
- Coppa del Brasile: 3

1995, 2002, 2009
- Supercoppe Brasiliane: 1

1991
- Campionati brasiliani Série B: 1

2008

## Competizioni interstatali
- Tornei di Rio-San Paolo: 5  (record)

1950, 1953, 1954, 1966 (condiviso), 2002

## Competizioni statali
- Campionato paulista: 31 (record)

1914, 1916, 1922, 1923, 1924, 1928, 1929, 1930, 1937, 1938, 1939, 1941, 1951, 1952, 1954, 1977, 1979, 1982, 1983, 1988, 1995, 1997, 1999, 2001, 2003, 2009, 2013, 2017, 2018, 2019, 2025

## Competizioni internazionali
- Coppa del mondo per club: 2 (record sudamericano)

2000, 2012
- Coppa Libertadores: 1

2012
- Recopa Sudamericana: 1

2013
- Pequeña Copa del Mundo: 1

1953

## Competizioni giovanili
- Copa São Paulo de Futebol Júnior: 10

1969, 1970, 1995, 1999, 2004, 2005, 2009, 2012, 2015, 2017
- Milk Cup: 1

2014 (Under-14)
- Taça Belo Horizonte de Juniores: 1

2015

## Competizioni amichevoli
- Coppa Bandeirantes: 1

1994

## Altri piazzamenti
- Campionato brasiliano:

Secondo posto: 1976, 1994, 2002
Terzo posto: 1967, 1969, 2010
- Coppa del Brasile:

Finalista: 2001, 2008, 2018, 2022
Semifinalista: 1997, 2023, 2024
- Campionato paulista:

Secondo posto/Finalista: 1936, 1942, 1943, 1945, 1946, 1947, 1955, 1962, 1966, 1968, 1974, 1984, 1987, 1991, 1993, 1998, 2005, 2020
Terzo posto: 1935, 1944, 1953, 1956, 1958, 1960, 1965, 1967, 1971, 1994
Semifinalista: 1986, 1989, 2000, 2002
- Torneo Rio-San Paolo:

Secondo posto: 1951, 1963, 1993
Terzo posto: 1940, 1952, 1958
- Coppa Libertadores:

Semifinalista: 2000
- Coppa Sudamericana:

Semifinalista: 2019, 2023
- Coppa Mercosur:

Semifinalista: 2001
- Coppa Conmebol:

Semifinalista: 1994
- Torneo Internazionale dei Club Campioni:

Finalista: 1952

## Squadra femminile

### Competizioni nazionali
- Campionato Brasiliano: 4

2018, 2020, 2021, 2022
- Coppa del Brasile: 1

2016

### Competizioni statali
- Campionato Paulista: 3

2019, 2020, 2021

### Competizioni internazionali
- Coppa Libertadores: 3

2017, 2019, 2021